# Chytriomyces reticulatus
Chytriomyces reticulatus är en svampart som beskrevs av Persiel 1960. Chytriomyces reticulatus ingår i släktet Chytriomyces och familjen Chytridiaceae.   Inga underarter finns listade i Catalogue of Life.